# Géographie des Alpes-Maritimes
 (décembre 2024).
Si vous disposez d'ouvrages ou d'articles de référence ou si vous connaissez des sites web de qualité traitant du thème abordé ici, merci de compléter l'article en donnant les références utiles à sa vérifiabilité et en les liant à la section « Notes et références ».
Le département des Alpes-Maritimes est très contrasté, puisqu'il va de la mer Méditerranée aux Alpes. Cependant, il existe des ensembles homogènes.

## Situation
| \| Mer Méditerranée Pays niçois Pays vençois Haute vallée du Var Préalpes de Nice Préalpes de Castellane Pelat Mercantour-Argentera Esterel Tanneron Alpes ligures Le Var Le Tinée La Roya \| Carte topographique et localisation des régions naturelles dans le département |
| Mer Méditerranée Pays niçois Pays vençois Haute vallée du Var Préalpes de Nice Préalpes de Castellane Pelat Mercantour-Argentera Esterel Tanneron Alpes ligures Le Var Le Tinée La Roya                                                                                      |

Le département des Alpes-Maritimes correspond à l'extrême sud-est de la France, dans le nord de la région Provence-Alpes-Côte d'Azur. Sa superficie est de 4 299 km2.

## Régions naturelles
Frédéric Zégierman distingue cinq régions naturelles dans ce département:
- Haute vallée du Var
- Mercantour
- Pays de Grasse
- Pays niçois
- Pays vençois

Le parc national du Mercantour couvre la partie française du massif éponyme. Il est partagé entre les Alpes-Maritimes et les Alpes-de-Haute-Provence.

## Les plaines côtières
Les plaines littorales sont restreintes. Aux débouchés de la Siagne, la Brague, du Loup, de la Cagne, du Magnan, du Paillon et surtout du Var on trouve les plaines les plus étendues. Autrefois marécageuses, l'occupation humaine les a dans un premier temps évitées pour préférer les premières collines, mais au XXe siècle ces espaces ont fait l'objet d'une intense mise en valeur, agricole dans un premier temps puis urbaine.
Le tracé de la route nationale 7 est un bon exemple de cette répulsion première des plaines : elles étaient systématiquement évitées. À Cagnes-sur-Mer, c'est en 1966 que le contour a été remplacé par une ligne droite en travers des marécages viabilisés.
Exemples : Cannes, Cagnes-sur-Mer.

## L'ouest du département (arrondissement de Grasse)

### Contreforts
En partant des plaines, le relief s'accentue. Le paysage est constitué de collines, principalement calcaires mais aussi des reliefs de poudingue orientés N-S, entaillés de petites vallées (Loup, Cagne, Brague). L'occupation humaine est ici ancienne. Les activités agricoles étaient centrées autour de la culture de l'olivier et la vigne, plus tard les fleurs à parfum comme le jasmin, la rose. Cette partie du département est aujourd'hui fortement urbanisée et sa population continue à croître.
Exemples : Biot, Roquefort-les-Pins

### Les plateaux calcaires
La limite entre ce relief de collines et l'arrière pays est très marquée : une ligne de falaises importantes, à 800 m environ, constitue la barrière entre le pays côtier, densément peuplé, et l'arrière pays grassois, très faiblement habité.
Les falaises (Baou de Saint-Jeannet, Baou des Blancs) dominent les villes situées à la limite des deux zones morphologiques, historiquement importantes : Grasse, Vence. Derrière, s'étendent des plateaux karstiques en voie de déprise rapide. Ces plateaux cèdent la place à de grandes barres rocheuses, issues de plissements alpins, orientées E-W.
Villes : Gréolières, Coursegoules.

## L'est du département
À l'est du Var, le relief est organisé en longues vallées N-S séparées par des reliefs importants (mont Férion). Cet encaissement des vallées a conduit à un grand isolement des différents villages (vallée du Paillon de Contes, du Paillon de Peille). Plus à l'est, le relief tombe directement dans la mer, réduisant les plaines côtières à une très fine bande de terre. C'est le cas notamment à La Turbie, Monaco et Èze.
Cette partie est quasi subtropicale.

## Le Haut-Pays
Le Haut-Pays est constitué des vallées des affluents du Var, à savoir la Tinée, la Vésubie et l'Estéron principalement. La vallée du fleuve Roya, dont la source est près du col de Tende, est partagée entre la France (40 premiers kilomètres) et l'Italie (10 derniers).
Le point culminant du département est la cime du Gélas (3143 m), sommet frontalier appartenant au massif du Mercantour-Argentera (3 297 m au mont Argentera en Italie ; 2 772 m à la cime du Mercantour). Ce massif est compris entre le massif du Parpaillon au nord-ouest, le massif de Chambeyron (Alpes-de-Haute-Provence) au nord, les Alpes ligures à l'est, les Préalpes de Nice et la Vésubie au sud-est, les Préalpes de Castellane et le Var au sud, et enfin le massif du Pelat à l'ouest.
Outre le Gélas, les principaux sommets du département sont : le mont Ténibre (3 031 m), le Corborant (3 007 m), la cime de la Malédie (3 059 m) et le mont Clapier (3 045 m).
Sur la commune de Tende, les vallées des Merveilles et de Fontanalba, avec leurs gravures rupestres, sont dominées par le mont Bégo (2 872 m).
Ayant connu un exode rural très fort depuis cent cinquante ans, le Haut-Pays connaît aujourd'hui un certain regain d'intérêt avec le tourisme lié à la montagne et en particulier au parc national du Mercantour.

## Communications
Les communications dans le département sont rendues difficiles par le relief et son orientation. Tout le trafic Est-Ouest notamment passe par la zone littorale.

## Galerie

Paysages des Alpes-Maritimes :
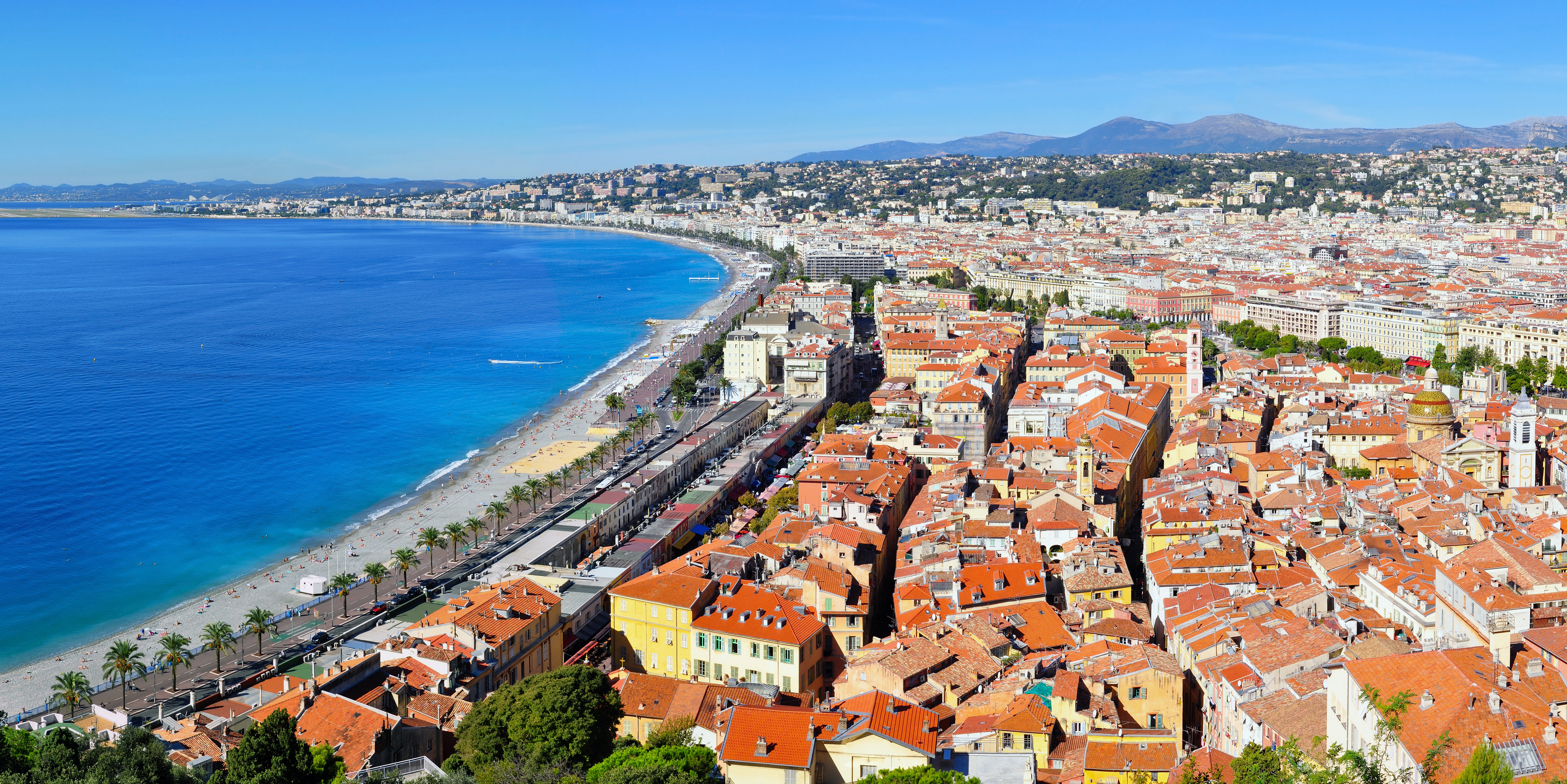
Nice et la Côte d'Azur, dans le sud du département.
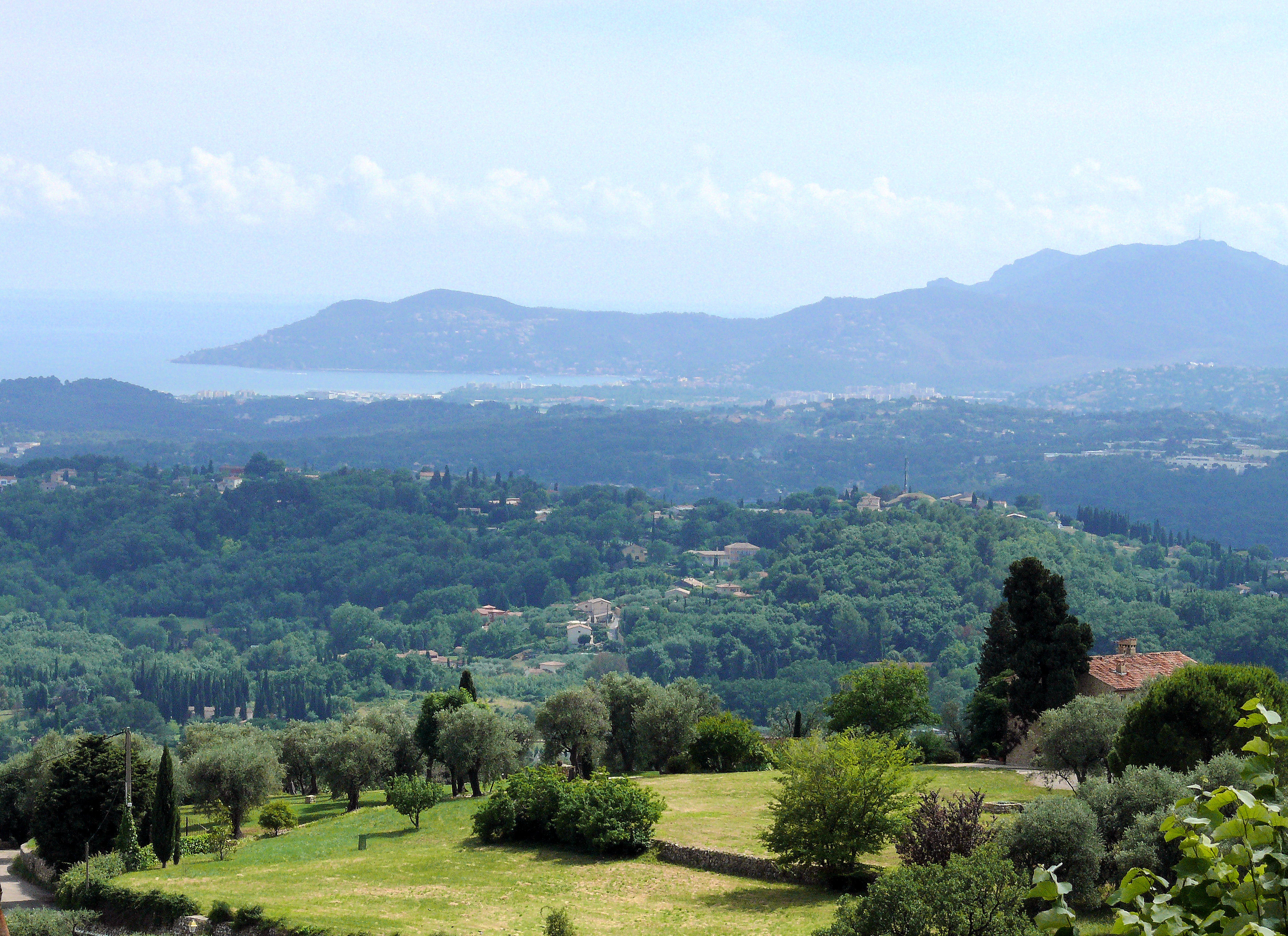
Châteauneuf-Grasse, dans le sud-ouest.
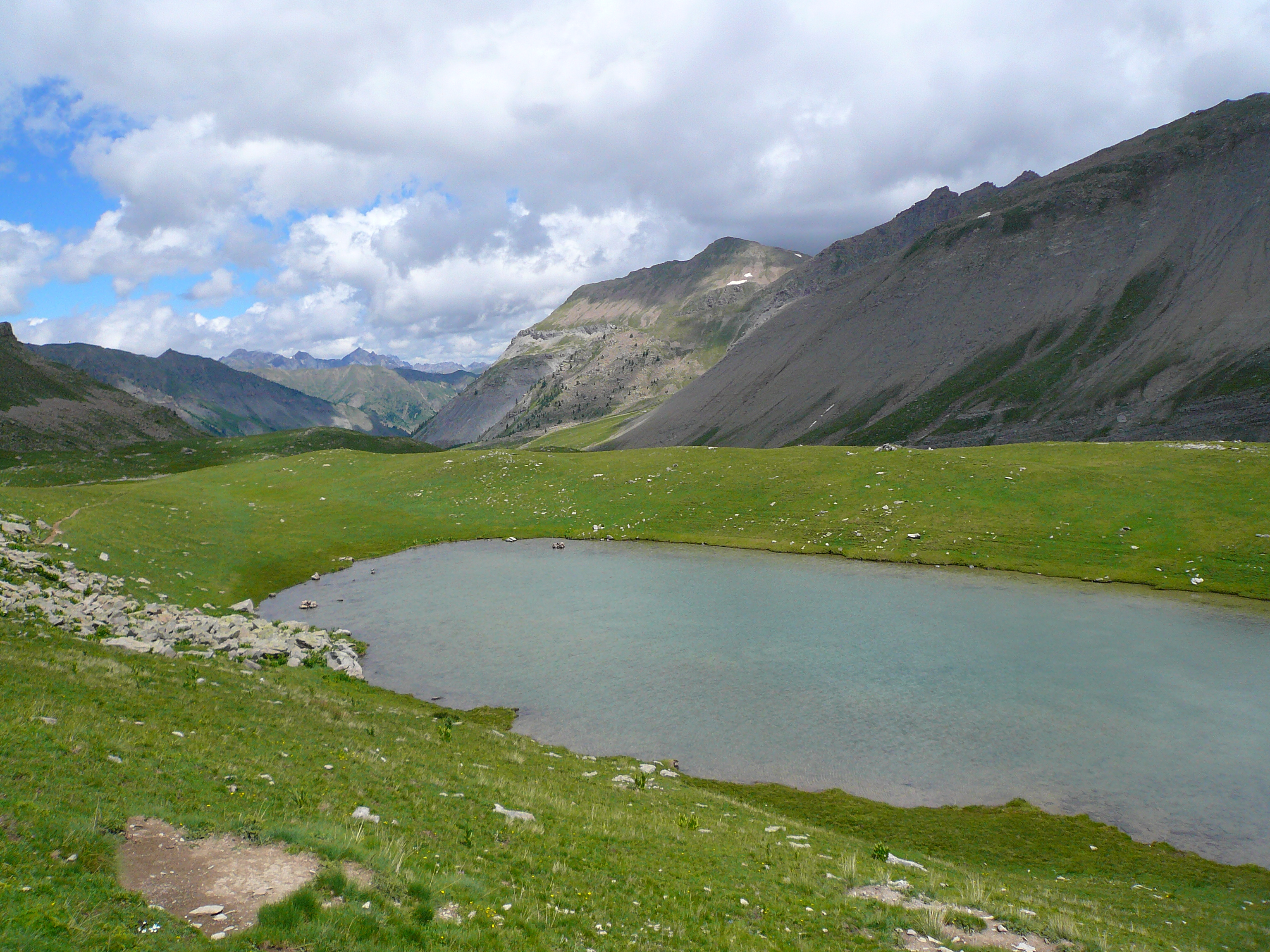
Saint-Dalmas-le-Selvage, dans le nord.